# Il Giornale delle Donne
Il Giornale delle Donne est une revue bimensuelle féministe italienne publiée de 1872 à 1940.

## Historique
En 1869, l’avocat Americo Vespucci crée à Turin, en Italie, Il Passatempo: Letture amene per le famiglie, un mensuel féministe, soutenant notamment le droit de vote des femmes. Il est renommé en 1872 Il Giornale delle Donne (« Le Journal des Femmes ») et devient bimensuel,.
Son objectif est de promouvoir la culture des femmes et de défendre leurs droits, tout en déclarant éviter les questions politiques et religieuses. La revue, publié deux fois par mois, traite de sujets liés au rôle des femmes de l’époque, comme leur accès à une éducation et un travail, ou les questions de leur droit de vote et de divorce. De nombreuses personnalités de l’époque y publient des articles, comme la marquise Colombi, Neera, Matilde Serao, ou encore Tommasina Guidi.
Avec La Donna, créée un an plus tôt, Il Giornale delle Donne est la principale revue de l’époque traitant de l’émancipation féminine.
De nombreux articles de la revue sont publiés sous forme de lettres adressées au directeur mais en réalité destinées à l’ensemble du lectorat, écrites dans le but de susciter des réactions et de débattre des sujets évoqués. Ces lettres proviennent de lectrices anonymes tout autant que d’écrivaines professionnelles, collaboratrices régulières de la revue. En 1873, par exemple, l’écrivaine et enseignante Caterina Pigorini Beri (it) écrit trois « lettre-articles » sur les toutes nouvelles écoles normales féminines (« scuole normali femminili ») créées en 1859, dans lesquelles elle se plaint de leur désorganisation administrative. Ces lettres, adressées au surintendant des écoles de la région des Marches, Piero Giuliani, suscitent en réalité de large débats qui dépassent le lectorat du Giornale.
Ugo Guido Moretti devient directeur de la revue en 1926.